# دهستان رانگتهانگلینگ
دهستان رانگتهانگلینگ (به لاتین: Rangthangling Gewog) یک دهستان در کشور بوتان است که در ناحیهٔ تسیرنگ واقع شده‌است.